# Колумбов обмен

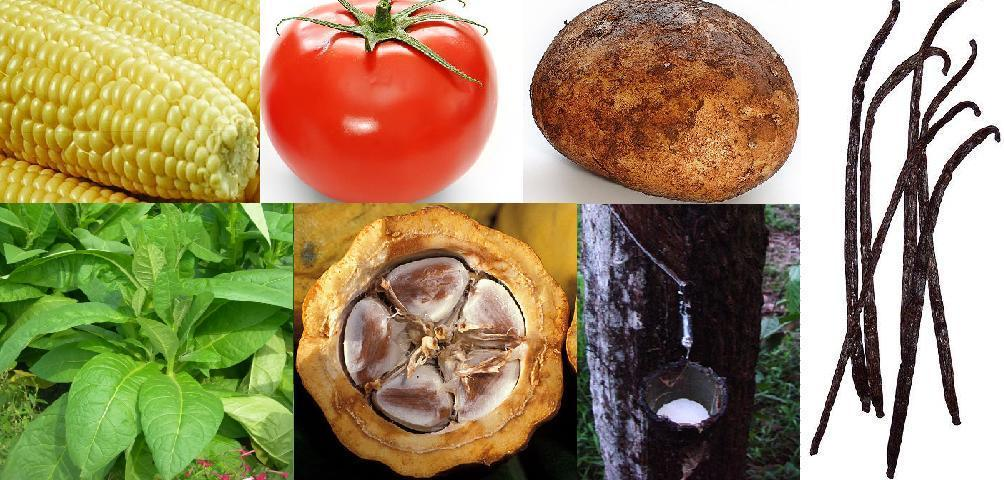
Местные растения Нового Света. По часовой стрелке сверху слева: 1. Кукуруза (Zea mays) 2. Томат (Solanum lycopersicum) 3. Картофель (Solanum tuberosum) 4. Ваниль (Vanilla) 5. Каучуковое дерево (Hevea brasiliensis) 6. Какао (Theobroma cacao) 7. Табак (Nicotiana rustica)

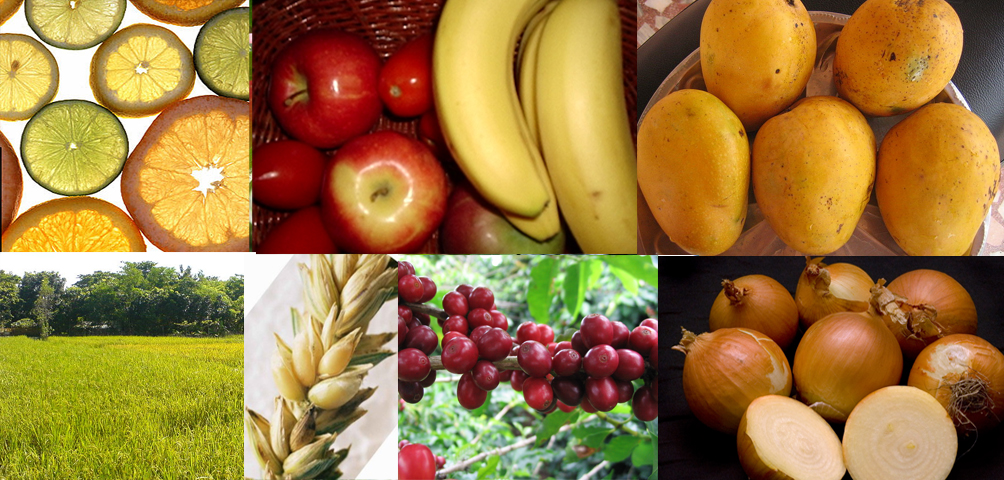
Местные растения Старого Света. По часовой стрелке сверху слева: 1. Цитрус (Rutaceae); 2. Яблоко (Malus domestica); 3. Банан (Musa); 4. Манго (Mangifera); 5. Лук (Allium); 6. Кофе (Coffea); 7. Пшеница (Triticum spp.); 8. Рис (Oryza sativa)

Колу́мбов обме́н, также известный как Колу́мбов взаимный обмен, названный в честь Христофора Колумба, был широко распространённым перемещением большого количества растений, животных, культуры, человеческих популяций, технологий, болезней и идей между Америкой, Западной Африкой и Старым Светом в XV—XVI веках. Это также связано с европейской колонизацией и торговлей после путешествия Христофора Колумба в 1492 году. Побочным продуктом этого обмена были инвазивные виды, включая инфекционные заболевания. Изменения в сельском хозяйстве существенно повлияли на мировое население. Наиболее значительным непосредственным влиянием колумбова обмена стали культурные обмены и перемещение людей (как свободных, так и порабощённых) между континентами.
Новые контакты между мировым населением привели к распространению большого разнообразия сельскохозяйственных культур и домашнего скота, что способствовало увеличению численности населения в обоих полушариях, хотя вначале инфекционные болезни вызвали резкое сокращение численности коренных народов Америки. Торговцы вернулись в Европу с кукурузой, картофелем и помидорами, которые стали очень важными культурами в Европе к XVIII веку.
Этот термин впервые был использован в 1972 году американским историком Альфредом Кросби в его книге по истории окружающей среды «Колумбов обмен» (The Columbian Exchange: Biological and Cultural Consequences of 1492). Он был быстро принят другими историками и журналистами и стал широко известен.

## Происхождение термина
В 1972 году американский историк из Техасского университета в Остине Альфред Кросби опубликовал исследование «Колумбов обмен», а в последующее десятилетие — его продолжения. Он изучал влияние путешествий Колумба между Старым и Новым Светом — в частности, глобальное распространение сельскохозяйственных культур, семян и растений, радикально изменившее сельское хозяйство в обоих регионах. Его исследования внесли значительный вклад в понимание учёными разнообразия современных экосистем, возникших в результате этих перемещений.
Этот термин стал популярным среди историков и журналистов, и с тех пор был дополнен более поздней книгой Кросби в 3-х изданиях «Экологический империализм: биологическое расширение Европы, 900—1900 годы», которую Чарльз Манн в своей книге «1493: открытие Нового Света, созданного Колумбом» ещё больше расширяет и обновляет изначальные исследования Кросби.

## Влияние

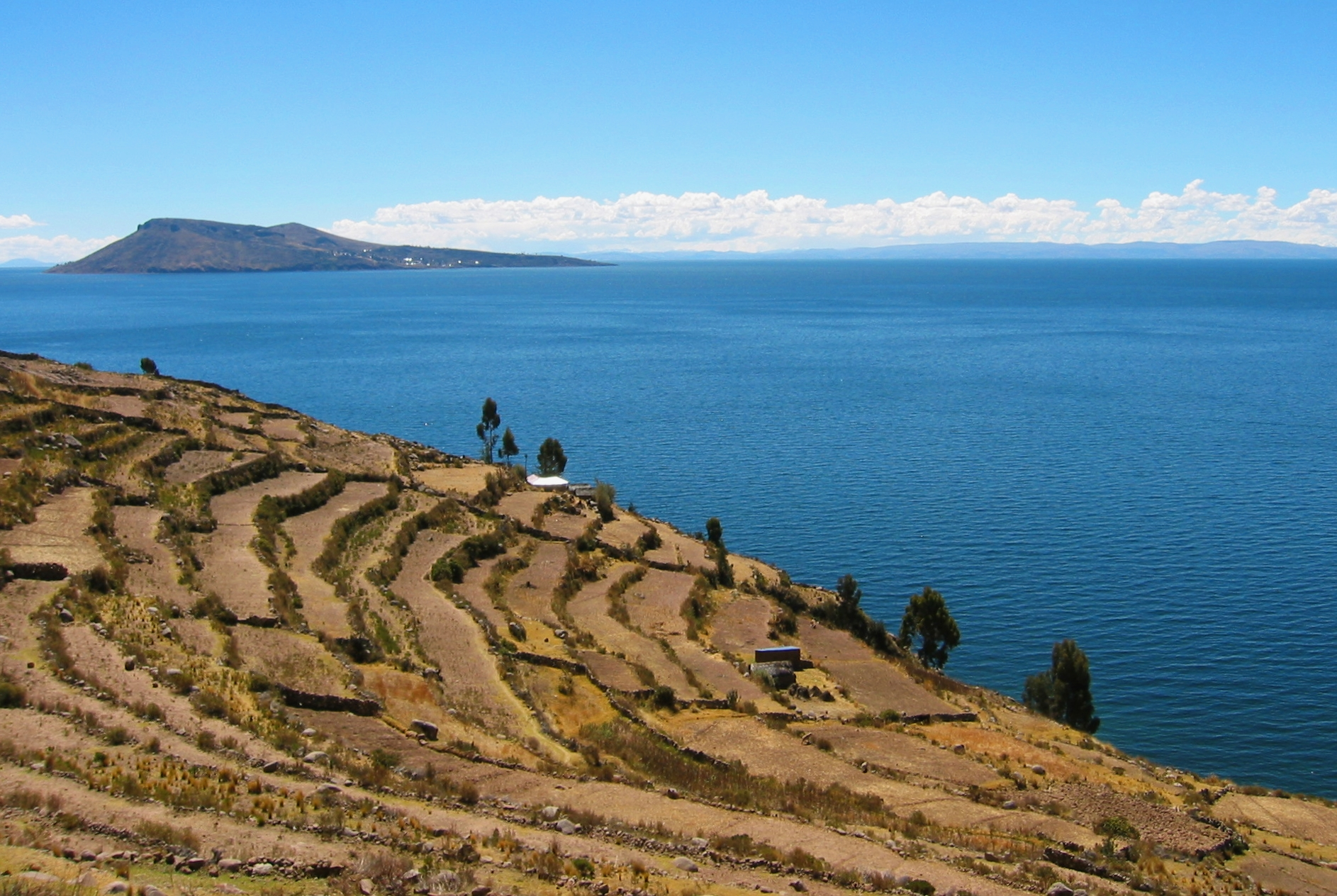
Террасы эпохи инков, остров Такиле, используются для выращивания традиционных андских пищевых культур, таких как киноа и картофель, наряду с завезённой из Европы пшеницей

### Культуры

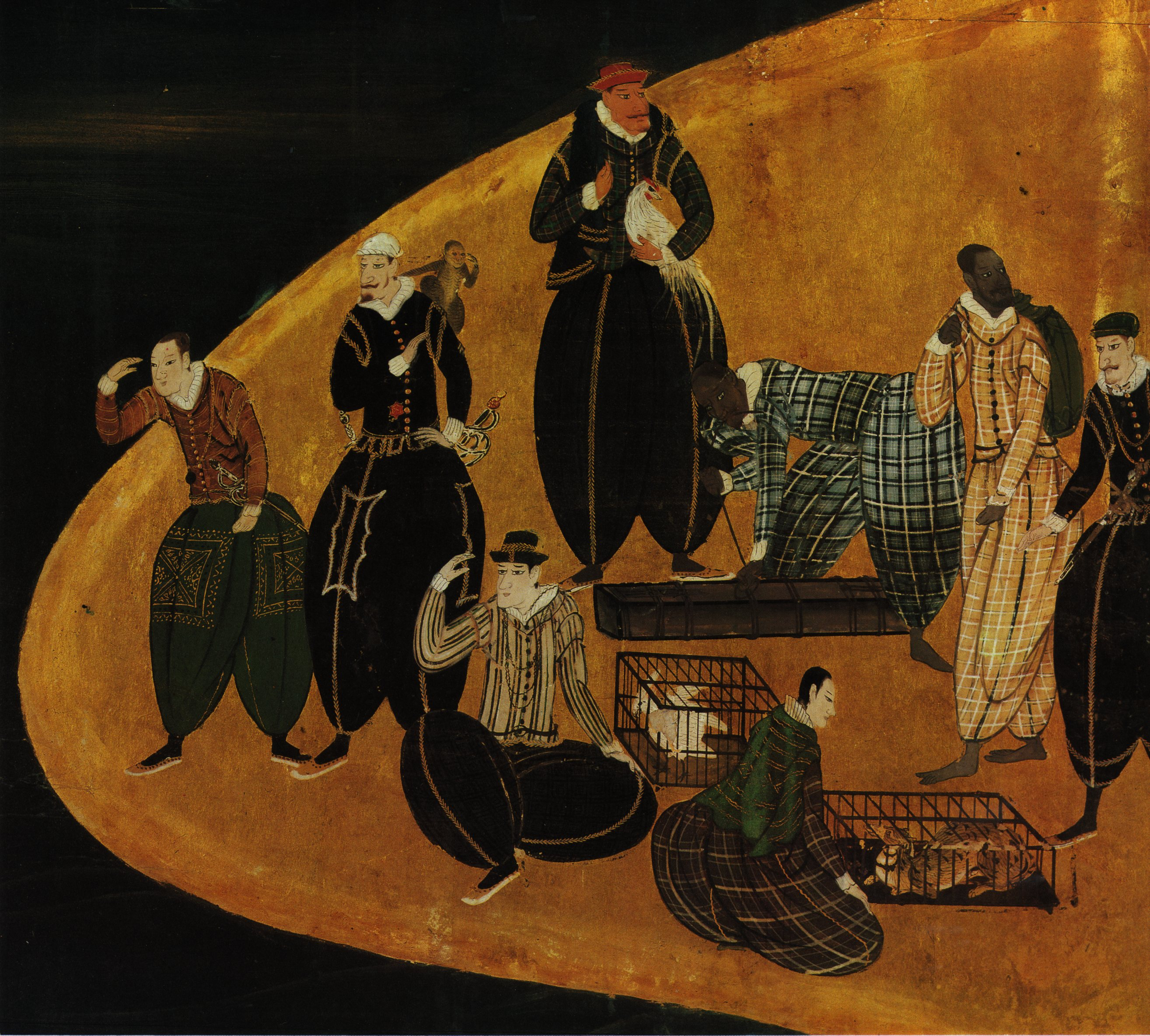
Португальские торговцы животными в Японии; деталь панно Нанбан (1570—1616)

Некоторые растения, произрастающие в Северной и Южной Америке, распространились по всему миру, включая картофель, кукурузу, помидоры и табак. До 1500 года картофель не выращивали за пределами Южной Америки. К XIX веку он широко потреблялся в Европе и стал важной культурой в Индии и Северной Америке. Картофель в конечном итоге стал важным основным продуктом питания в большей части Европы, способствуя, по оценкам, 25 % прироста населения в Афро-Евразии между 1700 и 1900 годами. Многие европейские правители, в том числе Фридрих II в Пруссии и Екатерина II в России, поощряли выращивание картофеля.
Кукуруза и маниок, завезённые португальцами из Южной Америки в XVI веке, заменили сорго и просо в качестве важнейших продовольственных культур Африки. Испанские колонизаторы XVI века завезли в Азию новые основные культуры из Америки, включая кукурузу и батат, и тем самым способствовали росту населения в Азии. В более широком масштабе появление картофеля и кукурузы в Старом Свете «привело к улучшению калорийности и питания по сравнению с ранее существовавшими основными продуктами питания» на всей территории Евразии, поскольку они создали более разнообразное и обильное производство продуктов питания.
Помидоры, которые попали в Европу из Нового Света через Испанию, изначально ценились в Италии в основном за декоративные качества. Но начиная с XIX века томатные соусы стали типичными для неаполитанской кухни и, в конечном итоге, для итальянской кухни в целом. Кофе (завезённый в Америку около 1720 года из Африки и с Ближнего Востока) и сахарный тростник (завезённый с Индийского субконтинента) из Испанской Вест-Индии стали основными экспортными товарными культурами обширных латиноамериканских плантаций. Привезённые в Индию португальцами перец чили и картофель из Южной Америки стали неотъемлемой частью индийской кухни.

#### Рис
Рис был ещё одной культурой, которая стала широко культивироваться во время колумбова обмена. По мере того как в Новом Свете рос спрос на него, росли и знания о том, как его культивировать. Основными использовавшимися видами риса были Oryza glaberrima и Oryza sativa, происходящие из Западной Африки и Юго-Восточной Азии соответственно. Рабовладельцы в Новом Свете полагались на навыки порабощённых африканцев для дальнейшего культивирования обоих видов. Ключевыми центрами, где выращивался рис во времена работорговли, стали Джорджия и Южная Каролина, а также острова Карибского моря, такие как Пуэрто-Рико и Куба. Рабы-африканцы принесли на поля свои знания в области управления водными ресурсами, помола, веяния и других общих сельскохозяйственных практик. Эти знания, широко распространённые среди рабов-африканцев, в конечном итоге привели к тому, что рис стал одним из основных продуктов питания в Новом Свете.

#### Фрукты
Цитрусовые и виноград были завезены в Америку из Средиземноморья. Поначалу эти культуры с трудом приспосабливались к климату Нового Света, но к концу XIX века они росли более устойчиво.
Бананы были завезены в Америку в XVI веке португальскими моряками, которые наткнулись на фрукты, занимаясь коммерческими предприятиями в Западной Африке, в первую очередь работорговлей. В 1880-х годах бананы по-прежнему потребляли в минимальных количествах. В США не наблюдалось значительного роста потребления бананов до создания банановых плантаций в Карибском бассейне.

#### Помидоры
Прошло три столетия после появления помидоров в Европе, прежде чем они стали широко распространённым продуктом питания.
Табак, картофель, перец чили, физалис и помидоры относятся к семейству паслёновых. Все эти растения имеют такое сходство с паслёном европейским, что даже любитель может сделать вывод, что это разновидность паслёна, просто наблюдая за цветами и ягодами. Как и некоторые европейские сорта паслёна, помидоры и картофель могут быть вредными или даже смертоносными, если съесть некоторые части этих растений в большом количестве. Таким образом, врачи XVI века имели все основания опасаться, что этот местный мексиканский фрукт был ядовитым и порождал «меланхоличные гуморы».
В 1544 году Пьетро Андреа Маттиоли, тосканский врач и ботаник, предположил, что помидоры могут быть съедобными, но никаких записей о том, что кто-то употреблял их в это время, не существует. Однако в 1592 году главный садовник ботанического сада Аранхуэс недалеко от Мадрида под патронажем Филиппа II Испанского писал: «говорят, [помидоры] хороши для соусов». Несмотря на эти комментарии, помидоры оставались экзотическими растениями, выращиваемыми в декоративных целях, но редко для использования в кулинарии.
31 октября 1548 года помидор получил своё первое название в Европе, когда управляющий домом Козимо I де Медичи, герцога Флоренции, написал личному секретарю Медичи, что корзина поми д’оро «прибыла благополучно». В это время в трактатах учёных термин поми д’оро также использовался для обозначения инжира, дыни и цитрусовых.
В первые годы в Италии томаты выращивали в основном как декоративные растения. Например, флорентийский аристократ Джован Ветторио Содерини писал, что их «нужно искать только из-за их красоты» и что их выращивают только в садах или цветниках. Помидоры выращивались в элитных городских и сельских садах в течение примерно пятидесяти лет после их прибытия в Европу и лишь изредка изображались в произведениях искусства.
Сочетание пасты с томатным соусом было разработано только в конце XIX века. Из всех растений Нового Света, завезённых в Италию, только картофелю потребовалось столько же времени, сколько помидору, чтобы получить признание в качестве пищи.
Сегодня в Италии выращивается около 32 000 акров (13 000 га) томатов, хотя все ещё есть районы, где выращивается и потребляется относительно мало томатов.

### Домашний скот
По крайней мере первоначально колумбов обмен животными шёл в основном в одном направлении — из Европы в Новый Свет, поскольку в евразийских регионах было одомашнено гораздо больше животных. Лошади, ослы, мулы, свиньи, крупный рогатый скот, овцы, козы, куры, большие собаки, кошки и пчёлы были быстро приняты коренными народами для езды, еды и других целей. Один из первых европейских товаров, экспортируемых в Америку — лошадь — изменил жизнь многих индейских племён. Горные племена от земледелия перешли к кочевому образу жизни, основанному на охоте на бизонов верхом на лошадях, и двинулись вниз, на Великие равнины. Существующие племена равнин расширили свои территории за счёт лошадей, и животные считались настолько ценными, что табуны лошадей стали мерилом богатства.
Влияние интродукции европейского домашнего скота на окружающую среду и население Нового Света не всегда было положительным. В Карибском бассейне размножение европейских животных оказало значительное воздействие на местную фауну и подлесок и нанесло ущерб conucos — участкам, возделываемым коренными народами для пропитания.
Мапуче из Араукании быстро переняли лошадь у испанцев, что увеличило военную мощь мапуче во время бушевавших арауканских войн. До прихода испанцев у Мапуче был домашний скот чилиуэке (лама). Интродукция овец вызвала некоторую конкуренцию между обоими домашними видами. Свидетельства середины XVII века показывают, что оба вида сосуществовали, но овец было намного больше, чем лам. Численность лам достигла минимума в конце XVIII века, когда их выращивали только мапуче из Марикины и Уэкена (Huequén) рядом с Анголем. На архипелаг Чилоэ испанцы успешно завезли свиней, поскольку их пропитанию способствовало обилие моллюсков и водорослей, которые приносили большие приливы.

### Заболевания
До того, как между двумя полушариями было установлено регулярное сообщение, разновидности домашних животных и инфекционные заболевания, такие как оспа, были значительно более многочисленны в Старом Свете, чем в Новом, из-за более обширных сетей торговли на большие расстояния. Многие мигрировали на запад через Евразию с животными или людьми или были привезены торговцами из Азии, поэтому все жители этих континентов страдали от болезней. В то время как европейцы и азиаты были поражены евразийскими болезнями, их эндемический статус на этих континентах на протяжении веков привёл к тому, что многие люди приобрели иммунитет.
Болезни Старого Света имели разрушительный эффект, попав в Америку с европейцами-носителями, поскольку коренные жители Америки не имели естественного иммунитета к новым болезням. Корь стала причиной многих смертей. Считается, что эпидемии оспы вызвали самый большой уровень смертности среди коренных американцев, превзойдя любые войны и намного превысив сравнительные потери жизни в Европе из-за Чёрной смерти:164. Подсчитано, что в течение первых 100—150 лет после 1492 года от этих эпидемий умерло свыше 80-95 процентов коренного населения Америки. Многие регионы Северной и Южной Америки потеряли 100 % своего коренного населения:165. Начало демографического коллапса на североамериканском континенте обычно связывают с распространением хорошо задокументированной эпидемии оспы на Гаити в декабре 1518 года. В то время на Гаити ещё оставалось в живых около 10 000 коренных жителей.
Европейскому исследованию тропических областей способствовало открытие в Новом Свете хинина, первого эффективного средства от малярии. Европейцы страдали от этой болезни, но некоторые коренные народы выработали по крайней мере частичную устойчивость к ней. В Африке устойчивость к малярии была связана с другими генетическими изменениями среди африканцев, живших к югу от Сахары, и их потомков, которые могут вызывать серповидноклеточную анемию:164. Устойчивость африканцев к малярии на юге нынешних Соединённых Штатов и в Карибском бассейне в значительной степени способствовала специфическому характеру африканского рабства в этих регионах.
Точно так же считается, что жёлтая лихорадка была завезена в Америку из Африки через атлантическую работорговлю. Поскольку она была эндемична в Африке, многие люди там приобрели иммунитет. Европейцы страдали от более высокого уровня смертности, чем люди африканского происхождения, когда подвергались воздействию жёлтой лихорадки в Африке и Америке, где многочисленные эпидемии охватили колонии, начиная с XVII века и продолжаясь до конца XIX века. Эта болезнь вызвала массовые смерти в Карибском бассейне в период расцвета рабовладельческих сахарных плантаций. Вытеснение естественных лесов сахарными плантациями и фабриками способствовала её распространению в тропической зоне за счёт уменьшения числа хищников, питающихся комарами. Механизм передачи жёлтой лихорадки был неизвестен до 1881 года, когда Карлос Финлей предположил, что болезнь передаётся через комаров, которые теперь известны как самки комаров вида Aedes aegypti.
История сифилиса хорошо изучена, но точное происхождение болезни неизвестно и остаётся предметом споров. Есть две основные гипотезы: одна предполагает, что сифилис был занесён в Европу из Америки экипажем Христофора Колумба в начале 1490-х годов, а другая предполагает, что сифилис ранее существовал в Европе, но остался незамеченным. Их называют «колумбовой» и «доколумбовой» гипотезами. Первые письменные описания болезни в Старом Свете появились в 1493 году. Первая крупная вспышка сифилиса в Европе произошла в 1494/1495 году в Неаполе, Италия, среди армии Карла VIII во время вторжения в Неаполь. Многие из членов экипажа, которые служили в плавании Колумба, присоединились к этой армии. После победы армия Карла, состоявшая в основном из наёмников, вернулась в свои дома, тем самым распространив «Великую оспу» по всей Европе и вызвав гибель более пяти миллионов человек.

### Культурные обмены
Одним из результатов перемещения людей между Новым и Старым Светом стали культурные обмены. Например, в статье «Миф о ранней глобализации: атлантическая экономика, 1500—1800» Питер Эммер отмечает, что «начиная с 1500 года в Атлантике началось 'столкновение культур'». Это столкновение культур повлекло за собой перенос европейских ценностей на культуры коренных народов. В качестве примера можно привести появление концепции частной собственности в регионах, где собственность часто рассматривалась как общинная, концепции моногамии (хотя многие коренные народы уже были моногамными), изменение роли женщин и детей в социальной системе и укоренение «превосходства свободного труда», хотя рабство уже было устоявшейся практикой среди многих коренных народов. Другой пример — европейское осуждение человеческих жертвоприношений, установившейся религиозной практики среди некоторых коренных народов.
Когда европейские колонизаторы впервые прибыли в Северную Америку, они столкнулись с неогороженными землями. Для европейцев, стремившихся к новым экономическим возможностям, это означало, что земля была необработанной и доступна для захвата. Когда англичане пришли в Виргинию, они столкнулись с полностью установившейся культурой народа под названием поухатаны. Их возделываемые земли в Виргинии размещались на больших расчищенных территориях, служивших общим местом для выращивания полезных растений. Поскольку европейцы считали заборы признаком цивилизации, они приступили к преобразованию «земли во что-то более подходящее для себя». Применяя свои методы, европейцы порабощали, убивали и эксплуатировали коренное население.
Табак был сельскохозяйственным продуктом Нового Света, первоначально распространённым предметом роскоши в рамках колумбова обмена. Как уже говорилось в отношении трансатлантической работорговли, торговля табаком увеличила спрос на бесплатную рабочую силу и распространила табак по всему миру. Рассматривая широкое распространение табака, испанский врач Николас Монардес (1493—1588) заметил, что «чёрные люди, перебравшиеся из этих мест в Индию, переняли тот же образ и употребление табака, что и индейцы». Путешествуя по миру, европейцы уносили с собой обычаи, связанные с табаком. Спрос на табак вырос в ходе культурного обмена между народами.
Одной из наиболее заметных областей культурных столкновений и обменов была религия, которая часто являлась ведущей точкой культурного преобразования. В испанских и португальских владениях распространение католицизма, проникнутого европейской системой ценностей, было одной из главных целей колонизации и часто осуществлялось с помощью явной политики подавления языков, культур и религий коренных народов. В английской Северной Америке миссионеры обратили многие племена и народы в протестантскую веру, в то время как французские колонии имели более прямой религиозный мандат, поскольку некоторые из первых исследователей, таких как Жак Маркетт, были католическими священниками. Со временем и с учётом европейского технологического и иммунологического превосходства, которое помогло и обеспечило их господство, религии коренных народов пришли в упадок за столетия после европейского заселения Америки, хотя и не без значительных конфликтов и восстаний коренных народов в защиту своих культурных обычаев.
Хотя индейцы мапуче переняли лошадь, овец и пшеницу, в целом скудное принятие испанских технологий с их стороны характеризуется как средство культурного сопротивления.

#### Атлантическая работорговля

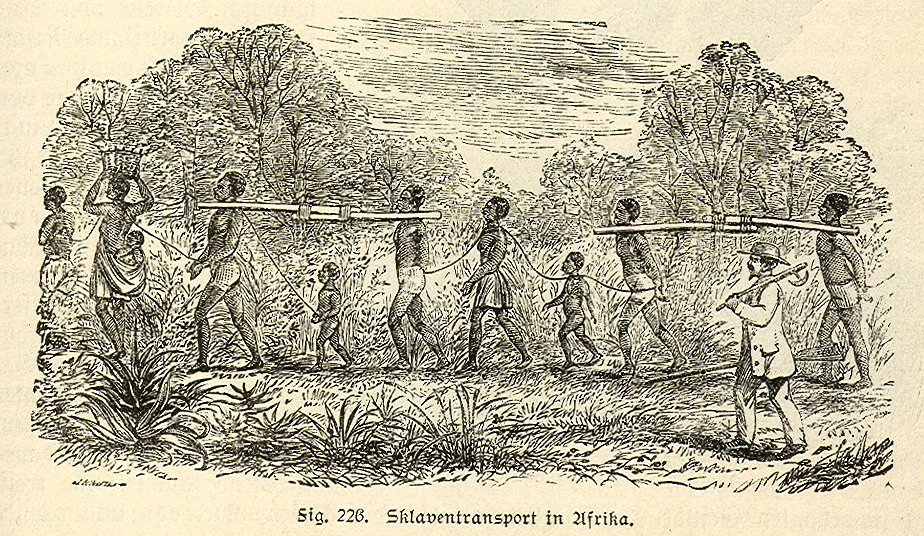
Порабощенных африканцев заковывали в цепи и связывали, а затем отправляли на кораблях в Новый Свет

Трансатлантическая работорговля представляла собой перемещение африканцев в основном из Западной Африки в некоторые части Америки в период между XVI и XIX веками, составляя заметную часть колумбова обмена. Около 10 миллионов африканцев прибыли в Америку на европейских судах в качестве рабов. Путь, который порабощённые африканцы проделали из некоторых частей Африки в Америку, широко известен как средний путь. Сегодня миллионы людей в Северной и Южной Америке, включая подавляющее большинство населения стран Карибского бассейна, происходят от этих африканцев, привезённых в Новый Свет европейцами.
Рабы-африканцы помогли сформировать зарождающуюся афроамериканскую культуру в Новом Свете. Они участвовали как в квалифицированном, так и в неквалифицированном труде и уступили место новому населению, которое представляло собой гибрид двух культур. Рождение афроамериканской культуры: антропологическая перспектива — это книга, написанная Сиднеем Минцем и Ричардом Прайсом, в которой подробно описывается культурное влияние рабов-африканцев в Америке. Книга Минца и Прайса помогла распространить знание о том, насколько неотъемлемой частью структуры чёрной культуры была социализация в жизни на плантациях.
Обращение с африканцами во времена атлантической работорговли стало одной из самых спорных тем в истории Нового Света. Рабство было отменено в 1865 году в Соединённых Штатах и прекращено в Бразилии в 1888 году, но оно остаётся ключевой темой политики, поп-культуры и средств массовой информации.

## Примеры перемещений
| Тип организма        | Из Старого Света в Новый | Из Нового Света в Старый |
| -------------------- | --- | --- |
| Домашние животные    | - Азиатский буйвол - Бык (его использовали для производства мяса, молока, а также для перевозки плуга или повозки) - Верблюд - Домашний гусь (существовали виды гусей Нового Света, но на фермах также требовались гуси для откладывания яиц в дополнение к мясу; Белые гуси совершают ежегодные перелёты из Старого Света в Новый и обратно) - Коза (козы Старого Света, род Capra, отличаются от горных козлов Нового Света, род Oreamnos) - Корова - Кошка (домашние — несколько диких видов уже присутствуют) - Кролик (домашний) - Курица - Лошадь - Овца (Только домашние. Дикие снежные бараны не обитают к востоку от реки Миссисипи и будут обнаружены, лишь когда большая часть обмена будет завершена.) - Осёл - Пчела (Европейская медоносная пчела — другие дикие и одомашненные виды уже присутствуют) - Свинья - Сизый голубь - Собака - Тутовый шелкопряд - Цесарка | - Альпака - Индейка - Лама - Морская свинка - Мускусная утка - Нутрия - Ондатра - Попугай (ара, амазонки и конуры обитают только в Новом Свете; иногда были домашними животными) |
| Культурные растения  | - Абрикос - Адансония - Адзуки - Алоэ - Артишок - Африканское просо - Базилик - Баклажан - Бамия - Банан (включая плантан) - Бахчевые культуры (арбуз, дыня и т. д.) - Боб садовый - Виноград (также присутствуют дикие виды) - Вишня - Годжи - Горох - Гранат - Грецкий орех (коммерческие сорта) - Груша - Дагусса - Джекфрут (привезён из Азии в Карибский бассейн) - Душица - Зира - Имбирь - Инжир - Канталупа - Капуста-производные овощи - Брокколи - Брюссельская капуста - Кочанная капуста - Цветная капуста - Кольраби - Рапс - Киви - Китайская горькая тыква - Кокос (привезён из Азии в Карибский бассейн) - Кола (орех) - Конопля (включая пеньку) - Кориандр (также известный как кинза) - Корица - Кофе - Кунжут - Куркума - Латук - Лесной орех - Лён - Лук - Лук-порей - Малина - Манго - Мангостан - Масличная пальма - Маш - Миндаль - Могар - Морковь - Мускатный орех - Мята - Нут - Овёс - Огурец - Оливки - Опиум - Пастернак - Персик - Просо - Пшеница - Пшено - Ревень - Редис - Редька - Рис - Рожь - Розмарин - Салат-латук - Сахарный тростник и сахарная свёкла - Свёкла - Сельдерей - Слива - Сорго - Соя - Спаржа - Тамаринд - Таро - Турнепс - Фенхель - Фисташки - Хлебное дерево - Хмель - Хурма (только азиатские виды) - Цитрус (апельсин, лимон и т. п.) - Чай - Чеснок - Чечевица - Чёрный перец - Шпинат - Яблоко - Ямс (иногда ошибочно называют «сладким картофелем») - Ячмень | - Авокадо - Агава - Амарант (как зерно) - Ананас - Аннато - Аннона гладкая (Яблоко аллигатора) - Аннона сетчатая (Кремовое яблоко) - Арахис - Арракача съедобная - Арроурут или Маранта тростниковидная - Асаи - Батат - Бразильский орех - Ваниль - Гуайява - Гуарана - Душистый перец - Земляника ананасная (коммерческие сорта) - Какао-бобы - Канна - Картофель - Каучук - Кешью - Киноа - Кислица клубненосная - Клён сахарный - Клюква - Красный перец (острый) - Кукуруза - Лист коки - Маниок - Маракуйя, фрукты и цветы для садов; несколько видов. - Матэ - Медовая трава - Настурция клубненосная - Опунция индийская - Орех чёрный - Папайя - Пекан (орех) - Питайя (драконий фрукт) - Подсолнечник - Саподилла - Сахарное яблоко - Синеголовник пахучий (мексиканский кориандр) - Сметанное яблоко - Тамарилло - Томат - Топинамбур - Тыква (некоторые виды) - Тыква гигантская - Тыква мускатная - Тыква (плод) - Цукини - Уллюко - Фасоль - Фейхоа - Физалис - Хикама - Хинное дерево - Хлопок (длинноволокнистые виды) - Цицания - Чайот - Черёмуха - Черимойя - Шалфей испанский (чиа) - Юкка - Ягодник (коммерческие сорта) |
| Культурные грибы     | - Аурикулярия густоволосистая - Вёшенка (некоторые разновидности) - Ледяной гриб - Трюфель - Шампиньон - Шиитаке - Энокитаке | - Вёшенка (некоторые разновидности) - Кукурузная головня |
| Инфекционные болезни | - Брюшной тиф - Ветряная оспа - Гонорея - Грипп - Дифтерия - Жёлтая лихорадка (по другим данным, наличие лесных очагов в Южной Америке убедительно доказывает, что жёлтая лихорадка существовала в Америке и до Колумба) - Коклюш - Корь - Краснуха - Лепра - Малярия - Натуральная оспа - Скарлатина - Сонная болезнь - Сыпной тиф - Туберкулёз - Фрамбезия - Холера - Цистицеркоз - Чума (по другим данным, чума была важным регулятором популяций степных грызунов в Северной Америке начиная с плейстоцена) - Эпидемический паротит | - Болезнь Шагаса - Пинта - Сифилис (оспаривается) |

## Новейшая история
Растения, ввезённые в Европу после 1492 года, в научной литературе именуют «неофитами», а те, что совершили «заморское путешествие» до этого временного рубежа, — «археофитами». Инвазивные виды растений и патогенные микроорганизмы также были принесены случайно, в том числе такие сорняки, как перекати-поле (Salsola spp.) и дикий овёс (Avena fatua). Некоторые растения, интродуцированные преднамеренно, такие как виноградная лоза кудзу, завезённая в 1894 году из Японии в США для борьбы с эрозией почвы, с тех пор были признаны инвазивными вредителями в новых условиях. Подорожник, семена которого европейцы, сами того не подозревая, привезли на грузах и подошвах обуви, индейцы назвали «следом белого человека».
Переносились также грибы, такие как гриб, вызывающий голландскую болезнь вяза, убивающую американские вязы в лесах и городах Северной Америки, многие из которых были посажены как уличные деревья. Некоторые из инвазивных видов превратились в серьёзные экосистемные и экономические проблемы после распространения в Новом Свете. Полезным, хотя, вероятно, непреднамеренным случаем интродукции является Saccharomyces eubayanus, дрожжи, используемые для приготовления светлого пива, которое, как теперь считается, возникло в Патагонии. Другие виды пересекли через Атлантику в Европу и изменили ход истории. В 1840-х годах Phytophthora infestans пересекла океаны, нанеся урон урожаю картофеля в нескольких европейских странах. В Ирландии урожай картофеля был полностью уничтожен; Ирландский картофельный голод привёл к тому, что миллионы людей умерли от недоедания или эмигрировали.
В дополнение к этому, в новые места обитания на другом конце света непредумышленно были завезены многие животные. К ним относятся такие животные, как серые крысы, дождевые черви (по-видимому, отсутствовавшие в некоторых частях доколумбового Нового Света) и речные дрейссены, которые прибыли на кораблях. Сбежавшие и одичавшие популяции иноземных животных процветали как в Старом, так и в Новом Свете, часто оказывая негативное влияние или вытесняя местные виды. В Новом Свете распространены популяции диких европейских кошек, свиней, лошадей и крупный рогатый скот, а во Флориде проблемными считаются бирманский питон и обыкновенная игуана. В Старом Свете восточная серая белка особенно успешно колонизировала Великобританию, а популяции енотов теперь можно найти в некоторых регионах Германии, Кавказа и Японии. Беглецы с пушных ферм, такие как нутрия и американская норка, имеют обширные популяции.

## Люди
Открытие Америки привело к ряду крупномасштабных демографических последствий.
1. В Новом Свете возникли значительные популяции европеоидной и негроидной рас, ранее там отсутствовавшие.
2. Коренное население Америки (индейцы) в значительной мере смешалось с европейским или негритянским, что привело к образованию смешанных в расовом отношении популяций — метисов, самбо и меландженов.
3. С другой стороны, массового перемещения индейских генов в Старый Свет практически не произошло. Эмиграция из Латинской Америки в Испанию и Португалию немногочисленна.